# Pomnik Carla Gottlieba Svareza
Pomnik Carla Gottlieba Svareza (niem. Carl Gottlieb Svarez Denkmal) – pomnik niemieckiego prawnika Carla Gottlieba Svareza, który znajdował się we Wrocławiu na ob. placu biskupa Nankera. Zburzony po 1945 roku.

## Historia
Posąg Carla Gottlieba Svareza, niemieckiego prawnika, jednego z twórców Landrechtu pruskiego  odsłonięto w 1896 r. Posąg stał na postumencie z napisem "Svarez". Autorem projektu był Peter Christian Breuer. Zburzony po 1945 r.. Na miejscu, w którym stał pomnik wybudowano parking (przed gmachem Wydziału Filologicznego Uniwersytetu Wrocławskiego).